# Linquo coax ranis
Linquo coax ranis sono le prime parole di una poesia di due versi in esametri a rima interna di Serlone di Wilton (ca. 1110-1181). Il testo completo è:
Linquo coax ranis, cras corvis, vanaque vanis;
Ad logicam pergo que mortis non timet ergo.
Lascio il gracidare alle rane, il gracchiare ai corvi, le vanità ai vani;
Vado alla logica che non teme il «quindi» della morte.
Acclusa alla poesia vi è una storia (che può essere paragonata ai razó acclusi a certe poesie occitane del XII e XIII secolo). La versione più antica della storia, in latino, fa parte di una collezione manoscritta, Liber narrationum de diversis visionibus et miraculis, che è a sua volta parte del MS. Troyes 946 della collezione dell'Abbazia di Clairvaux. Questa versione fu scritta qualche tempo dopo il 1173, quando Serlone divenne abate di L'Aumône, e prima del 1184, data presunta della sua morte.
Secondo la storia, uno dei discepoli di Serlone, morto giovane, gli apparve in visione. Indossava un mantello di pergamena coperta di scritture: su di essa v'erano scritte tutte le sofisticherie della filosofia scolastica. Il discepolo disse a Serlone che il mantello era dolorosamente pesante e che bruciava. Serlone si sporse per toccare il discepolo, e ritirò subito la mano, scottato da una goccia di sudore bollente. Dopo questa visione, Serlone «si convertì», disse queste memorabili righe, si unì all'Ordine dei Cistercensi e infine divenne abate di l'Aumône.
La leggenda venne studiata dal romanziere e filologo francese Marcel Schwob nel suo pamphlet La légende de Serlon de Wilton (Parigi, 1899).